# Алкалоид
Алкалоидите са азотсъдържащи органични вещества, които имат физиологично въздействие често върху нервната система на бозайниците. Имат алкален ( основен) характер, откъдето идва и името им. Обикновено алкалоидите са производни на аминокиселините.
Алкалоидите са вторични метаболити в растенията (напр. картоф, домат), някои животни (ракообразни) и при много видови гъби. Могат да се екстрахират посредством третиране на части от организма с киселини.
Известни са няколко хиляди алкалоида. Много от тях са силни отрови (като стрихнина), някои се използват в медицината като болкоуспокояващи (морфин, кодеин). Повечето алкалоиди имат силно горчив вкус.

## Класификация на алкалоидите
Алкалоидите обикновено се класифицират въз основа на общ прекурсор в метаболитния път, по който се синтезират. Когато не се знае много за биосинтезата на конкретен алкалоид, той се групира въз основа на структурата си към сходни съединения, понякога дори несъдържащи азотен атом. Когато се узнае повече за начина на получаване в продуциращия го организъм, мястото на алкалоида в класификацията може да се смени, но в този случай отново ще отразява някоя важна страна от биосинтетичния процес – например участие на определен биологично активен амин.
- Пиролидинова група: хигрин, кускохигрин, никотин
- Тропанова група: атропин, пилокарпин кокаин, екгонин, скополамин
- Хинолинова група: хинин, хинидин, дихидрохинин, дихидрохинидин, стрихнин, бруцин, вератрин, цевадин
- Изохинолинова група: опиоидни алкалоиди (морфин, кодеин, тебаин, хероин, папаверин, наркотин, нарцеин, хидрастин, берберин)
- Фениламинна група: МДМА, метамфетамин, мескалин, ефедрин
- Индолова група:
  - Триптамини: ДМТ, ТМТ, псилоцибин, серотонин
  - Ерголини: ерго-алкалоиди (ергин, ерготамин, лизергинова киселина, ЛСД)
  - Бета-карболини: хармин, йохимбин, резерпин, еметин
- Пуринова група:
  - Ксантини: кофеин, теобромин, теофилин
- Терпеноидна група:
  - Аконитови алкалоиди: аконитин
  - Стероидни алкалоиди: соланин, самандарин
- Бетаинови алкалоиди: мускарин, холин, неврин
- Пиразолова група: пиразол, фомепизол